# انرژی (روان‌شناسی)
انرژی (انگلیسی: Energy) مفهومی در برخی نظریه‌ها یا مدل‌های روان‌شناسی از یک عملکرد روانی ناآگاه مفروض در سطحی میان سطح زیستی و سطح آگاهی‌ست.